# Hobbits

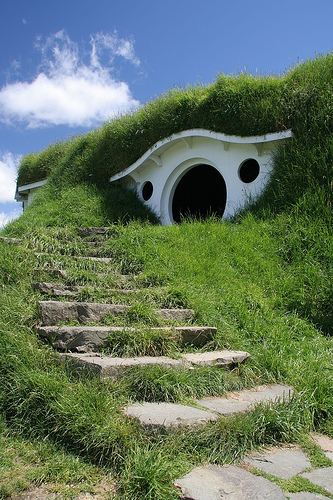
El smial de Bolsón Cerrado, uno de los típicos hogares excavados en la tierra que habitan los hobbits.

Los hobbits, también conocidos como medianos, son una raza ficticia de seres antropomorfos que pertenece al legendarium del escritor británico J. R. R. Tolkien. Su historia se narra principalmente en la novela El Señor de los Anillos, especialmente en el prólogo, que está dedicado a ellos y a la tierra donde vivían, la Comarca. No obstante, su primera aparición fue en El hobbit y también son nombrados en El Silmarillion.
Están emparentados con los hombres y se caracterizan por su baja estatura, la abundante vellosidad que les crece en el empeine de los pies, las orejas algo puntiagudas y una figura normalmente rolliza. Antes de llegar a la Comarca a mediados de la Tercera Edad del Sol, los hobbits vivían en los valles del río Anduin y se dividían en tres ramas: Albos, Fuertes y Pelosos. Enamorados de su nueva tierra, dieron cada vez menos importancia a los asuntos del exterior y vivieron en paz hasta que durante la Guerra del Anillo el mago Saruman invadió la Comarca.
La principal influencia que J. R. R. Tolkien tomó a la hora de crear la raza hobbit fue el libro infantil de E. A. Wyke-Smith, El maravilloso país de los snergs, donde aparecen unas criaturas similares a ellos llamadas snergs. No obstante y aunque en un principio el autor no tenía intención de desarrollar más la idea de los hobbits, el éxito que supuso El hobbit hizo que su editor Stanley Unwin le pidiera una continuación y él comenzara a escribir El Señor de los Anillos, a raíz de cuya composición fue surgiendo la historia de la raza.

## Descripción
Los hobbits están emparentados con los hombres, de tal forma que tienen un origen común y podrían ser considerados como una rama pigmea de esta raza. 

Es en verdad evidente que a pesar de un alejamiento posterior, los hobbits son parientes nuestros: están más cerca de nosotros que de los elfos y aún que los mismos Enanos. Antiguamente hablaban las lenguas de los hombres, adaptadas a su propia modalidad, y tenían casi las mismas preferencias y aversiones que los hombres. Mas ahora es imposible descubrir en qué consiste nuestra relación con ellos. El origen de los hobbits viene desde muy atrás, de los Días Antiguos, ya perdidos y olvidados.
Prólogo de El Señor de los Anillos, J. R. R. Tolkien.

La principal característica física que distingue a los hobbits es su baja estatura, situándose esta entre los sesenta y ciento veinte centímetros. A causa de su talla cercana al metro, aproximadamente la mitad de la estatura de los dúnedain, son llamados también por ellos y por los hombres de Gondor medianos (halfling en el original inglés) o periannath en sindarin. Otras características físicas peculiares que los distinguen son la abundante vellosidad que les crece en el empeine de los pies, la carencia de barba, el pelo rizado y generalmente de color castaño, y las orejas algo puntiagudas, sin llegar a ser como las de los elfos. 
Suelen tener también una figura rolliza, con la cara redonda y barriga, a causa de su afición a la comida, la bebida y una vida más bien sedentaria. Su alimentación se basa en seis comidas diarias de cantidades abundantes. Les gusta especialmente la cerveza y fumar en pipa, un arte que, según el legendarium de Tolkien, ellos mismos crearon y transmitieron más tarde a los hombres de la Tierra Media. 
Los hobbits no necesitan usar zapatos, pues sus fuertes pies tienen una suela de piel natural que les protege. Son hábiles con las manos y se dedicaban especialmente a la agricultura, debido a la abundancia y fertilidad de la Comarca. Antes de habitar dichas tierras, los hobbits solían hablar las lenguas que usaban los hombres con los que habían entrado en contacto en algún momento. Sin embargo, tras iniciar su viaje por Eriador, adoptaron la Lengua Común, aprendida de los dúnedain, aunque conservaron palabras de una lengua anterior que era muy parecida al rohírrico.
Suelen vivir en agujeros que construyen en el suelo y que equipan como cualquier casa normal. Dependiendo de la riqueza de la familia, la casa puede tener una, varias o ninguna ventana, siendo éstas siempre redondas, al igual que la puerta. Los hobbits más ricos construyen versiones más lujosas de estos agujeros, llamadas smials, que eran como túneles ramificados. Entre los más importantes están Bolsón Cerrado (en Hobbiton), Casa Brandi (en Gamoburgo) y Grandes Smials (en Alforzada). No obstante, los hobbits también construían casas sobre el nivel del suelo, aunque eran poco usadas y generalmente servían como cobertizos.
Los hobbits se caracterizan además por su naturaleza amigable y pacífica, y detestan las guerras. No suelen usar las armas para sus utilidades normales, ya que las consideran más como adornos para sus casas o simplemente como mathoms, que es como llaman a cualquier objeto inservible que se regalan entre ellos y tienden a ir acumulando. En Cavada Grande hay un museo dedicado especialmente a estos objetos, llamado «El Hogar de los Mathoms». 

### Distintas ramas
Cuando los hobbits vivían en los valles del Anduin, ya había tres ramas conviviendo, cada una con distintas características:
- Albos (en inglés Fallohides): eran el grupo menos numeroso y se caracterizaban por tener la piel y los cabellos claros, por su mayor altura y por su delgadez. Les gustaban mucho los árboles y los bosques, lo que hacía que prefirieran la caza a la agricultura y que se llevaran bien con los Elfos. Eran hábiles con el lenguaje y se les daba bien el canto. A finales de la Tercera Edad del Sol, familias como los Tuk, los Brandigamo y los Bolger, tenían sangre alba.

- Pelosos (en inglés Harfoots): eran el grupo más numeroso y se caracterizaban por tener la piel más oscura y un cuerpo más pequeño y robusto. Les gustaban las tierras altas y las colinas, por lo que siempre vivieron en cuevas y túneles, siendo buenos amigos de los enanos.

- Fuertes (en inglés Stoors): se caracterizaban por ser, como su nombre indica, los más fuertes y de constitución corporal más sólida. Tenían los pies y las manos más grandes y eran los únicos que tenían algún rastro de barba, aunque no solía pasar de un poco de pelo en la barbilla. Les gustaban las llanuras y las orillas de los ríos.

Las tres ramas se separaron cuando entraron en Eriador y más tarde acabaron por reunirse de nuevo en la Comarca, mezclándose y haciendo menos visibles estas diferencias, aunque todavía se podían apreciar en algunos de ellos a finales de la Tercera Edad.

## Etimología
El nombre que los hobbits se dan a sí mismos en oestron, la Lengua Común de la Tierra Media, es kuduk, una contracción de la forma más antigua kud-dukan, que significa «moradores de agujeros» y que se conserva en rohírrico, la lengua de Rohan que Tolkien representó mediante el anglosajón y con la que los hobbits entraron en contacto en tiempos pasados. La Lengua Común está representada mediante el inglés moderno y por eso se usa el término hobbit, una posible forma desgastada de la palabra anglosajona holbytla, que también significa «morador de agujeros».

## Historia
El origen de los hobbits se encuentra en los Días Antiguos, aunque se sabe muy poco de su historia hasta la Tercera Edad del Sol, salvo que albos, fuertes y pelosos convivieron juntos en los valles del río Anduin y allí entraron en contacto con los éothéod, los antepasados de los rohirrim, adoptando de ellos algunas costumbres y su lengua. En el año 1050 T. E., el aumento en el número de Hombres del Este, que estaban preparando su ataque contra Gondor, y la aparición de una sombra en el Gran Bosque Verde, que no era otra cosa que Sauron, precipitaron la marcha de los hobbits hacia Eriador, para lo cual atravesaron las Montañas Nubladas y allí las distintas ramas se separaron.
Los pelosos fueron los primeros en llegar a Eriador, estableciéndose en las tierras cercanas a Amon Sûl, la Cima de los Vientos. Cien años después lo harían los albos, de los cuales muchos acabaron mezclándose con los pelosos y otros llegaron al pueblo de Bree años más tarde. Los fuertes, que habían vivido muchos años a orillas del río Anduin, llegaron a El Ángulo y algunos siguieron hasta las Tierras Brunas, aunque más tarde regresaron con los demás. Sin embargo, un pequeño grupo de fuertes se quedó en los Campos Gladios y dos de sus descendientes tendrían una notable importancia en acontecimientos posteriores de la historia de la Tierra Media, Déagol y su amigo Sméagol (más tarde conocido como Gollum), que descubrieron el Anillo Único en las profundidades del Anduin.

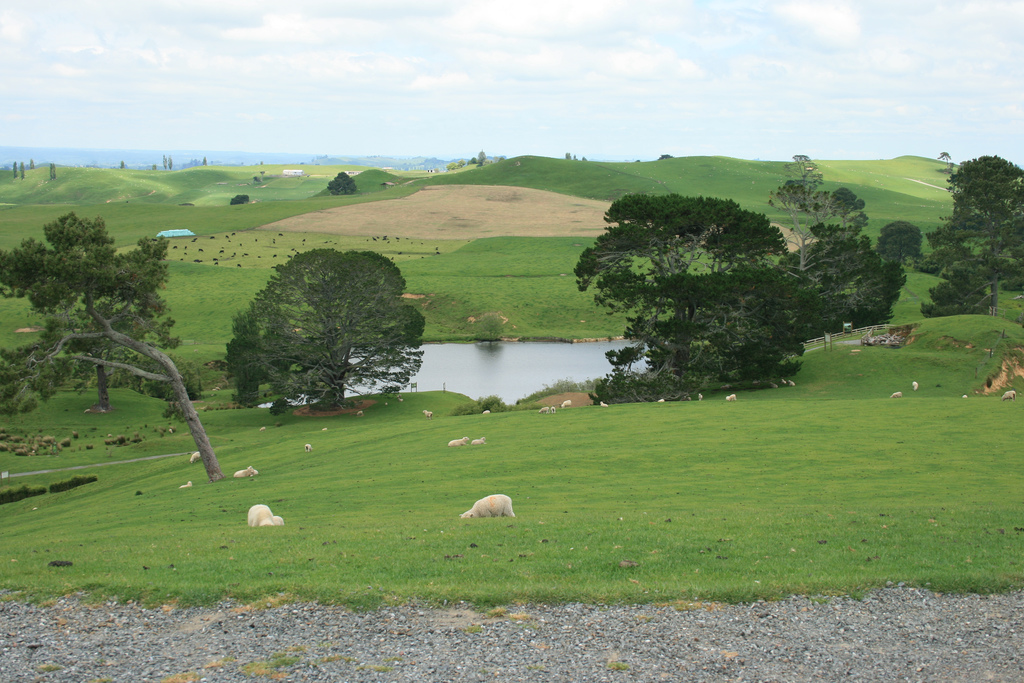
Matamata (Nueva Zelanda), el escenario de la Comarca en la trilogía cinematográfica de El Señor de los Anillos, de Peter Jackson.

En el año 1601 T. E., los hermanos albos Marcho y Blanco, que habitaban en Bree, obtuvieron el permiso oficial del rey Argeleb II de Arthedain para que los hobbits colonizaran unas tierras despobladas situadas en el centro de Eriador y que hasta entonces se usaban como cotos de caza para el rey. Argeleb II puso tres condiciones a esta concesión: que reconocieran la majestad del rey, que ayudaran a los mensajeros y que mantuvieran en buen estado los puentes y caminos de sus nuevas tierras, a las que bautizaron con el nombre la Comarca.
En el año 1630 T. E., los fuertes se trasladaron a la Comarca y se establecieron en su mayoría en la Cuaderna del Sur y en la del Este. Reunidos de nuevo, los hobbits se enamoraron de su nueva tierra y dieron cada vez menos importancia a los asuntos de fuera de sus fronteras, saliendo escasamente de ellas. Seis años después la Gran Peste devastó la Comarca y, aunque con grandes pérdidas, los hobbits lograron sobrevivir. En el año 1974 T. E., algunos hobbits arqueros lucharon en la Batalla de Fornost para evitar la derrota de Arthedain y, tras la caída del reino, los jefes de las distintas familias hobbit eligieron a un gobernante, al que llamaron Thain, como representante del rey hasta que este regresara.
Los hobbits vivieron en paz durante más de un milenio, protegidos por los Dúnedain del Norte. En 2747 T. E., cuando un grupo de orcos comandados por el rey Golfimbul intentaron invadir la Comarca por la Cuaderna Norte, un grupo de hobbits dirigidos por Bandobras Tuk los expulsaron en la Batalla de los Campos Verdes. Más tarde, durante la Guerra del Anillo, acontecida a finales de la Tercera Edad, el mago Saruman invadió la Comarca e inició su industrialización, llevando a una miseria general a los hobbits y destruyendo su tierra. Poco después, Frodo Bolsón, Samsagaz Gamyi, Meriadoc Brandigamo y Peregrin Tuk condujeron a la batalla a una tropa de hobbits y lograron liberar la Comarca con la victoria en la llamada Batalla de Delagua, restaurando de nuevo la paz. Los hobbits arreglaron todos los daños de la Comarca y el año 3020 T. E. fue el más próspero para ellos.

## Hobbits destacados
- Bilbo Bolsón: Portador del Anillo y protagonista de El hobbit, novela en la que Bilbo se embarca en una aventura junto al mago Gandalf y a una compañía de trece enanos encabezados por Thorin Escudo de Roble. En ella encuentra el Anillo Único del Señor Oscuro Sauron, en torno a cuya destrucción se desarrolla El Señor de los Anillos.
- Frodo Bolsón: Portador del Anillo y protagonista de El Señor de los Anillos. Sobrino de Bilbo, este le deja el Anillo en herencia y acabaría siendo el encargado de su destrucción tras la celebración del Concilio de Elrond.
- Samsagaz "Sam" Gamyi: jardinero y amigo de Frodo, uno de los nueve miembros de la Compañía del Anillo y el único que llegó junto al Portador al monte Orodruin para destruir el Anillo. Después de la Guerra del Anillo fue reelegido alcalde de la Comarca siete veces.
- Meriadoc "Merry" Brandigamo: amigo de Frodo y uno de los nueve miembros de la Compañía del Anillo. Separado del resto del grupo junto a su fiel amigo Pippin, combate en la Guerra del Anillo y posteriormente es nombrado Señor de Los Gamos.
- Peregrin "Pippin" Tuk: Primo tercero de Frodo y uno de los nueve miembros de la Compañía del Anillo. Separado del resto del grupo junto a su fiel amigo Merry, combate en la Guerra del Anillo y posteriormente es nombrado Thain de la Comarca.
- Sméagol/Gollum: es un antiguo hobbit corrompido por el Anillo Único, que guía a Frodo y a Sam hasta Mordor.
- Marcho y Blanco: dos hermanos Albos, fundadores de la Comarca.
- Tobold Corneta: descubridor y agricultor original de la hierba para pipa en la Tierra Media.
- Bandobras Tuk: dirigente de los hobbits en una de las dos únicas batallas libradas en la Comarca, la Batalla de los Campos Verdes.
- Renso Bolsón: Hermano de Bilbo Bolsón, mencionado en borradores que no llegaron a publicarse.
- Rose Cotton: Esposa de Sam y madre de sus hijos. Colabora con la restauración de la Comarca tras la guerra

### Relaciones familiares de Bilbo, Frodo, Merry y Pippin
| Relaciones familiares de Bilbo, Frodo, Merry y Pippin | Relaciones familiares de Bilbo, Frodo, Merry y Pippin                                                                       | Relaciones familiares de Bilbo, Frodo, Merry y Pippin                                                           | Relaciones familiares de Bilbo, Frodo, Merry y Pippin                                | Relaciones familiares de Bilbo, Frodo, Merry y Pippin                                            |
| ----------------------------------------------------- | --- | --- | ------------------------------------------------------------------------------------ | ------------------------------------------------------------------------------------------------ |
| Nombre                                                | Frodo Bolsón | Meriadoc "Merry" Brandigamo                                                                                     | Peregrin "Pippin" Tuk                                                                | Bilbo Bolsón                                                                                     |
| Bilbo Bolsón                                          | Tío segundo por parte de los Tuk / Tío tercero por parte de los Bolsón                                                      | Tío abuelo segundo por parte de los Tuk / Tío abuelo tercero por parte de los Bolsón                            | Tío abuelo segundo por parte de los Tuk / Tío abuelo tercero por parte de los Bolsón | -                                                                                                |
| Frodo Bolsón                                          | - | Tío segundo por parte de los Brandigamo / Tío tercero por parte de los Tuk / Tío cuarto por parte de los Bolsón | Tío tercero por parte de los Tuk / Tío cuarto por parte de los Bolsón                | Sobrino segundo por parte de los Tuk / Sobrino tercero por parte de los Bolsón                   |
| Meriadoc "Merry" Brandigamo                           | Sobrino segundo por parte de los Brandigamo / Sobrino tercero por parte de los Tuk / Sobrino cuarto por parte de los Bolsón | - | Primo hermano por parte de madre                                                     | Sobrinos nietos segundos por parte de los Tuk / Sobrinos nietos terceros por parte de los Bolsón |
| Peregrin "Pippin" Tuk                                 | Sobrino tercero por parte de los Tuk / Sobrino cuarto por parte de los Bolsón                                               | Primo hermano por parte de padre                                                                                | -                                                                                    | Sobrinos nietos segundos por parte de los Tuk / Sobrinos nietos terceros por parte de los Bolsón |

## Inspiración
La inspiración principal de J. R. R. Tolkien para la creación de los hobbits (y también para la novela El hobbit) fue El maravilloso país de los snergs, un libro para niños del escritor británico E. A. Wyke-Smith, en el que aparece una raza llamada snergs, «seres algo más altos que una mesa corriente, pero anchos de espaldas y de gran fuerza».
En un principio, Tolkien dijo que la palabra "hobbit" había sido inspirada por la novela Babbitt, del escritor Sinclair Lewis, en la que el protagonista, George F. Babbitt, «tiene la misma estrechez burguesa que los Hobbits y su mundo es el mismo lugar limitado». Sin embargo, con la publicación de El Señor de los Anillos, Tolkien estableció el origen de la palabra en el anglosajón holbytla, como ya se ha explicado.
La estatura de los hobbits, según se indica en el prólogo de La comunidad del anillo, varía de 0.60 m a 1.2192 m, aunque se indica que en la actualidad rara vez alcanzan los 3 pies, que sería 0.9144 m.

## Uso del nombre fuera dellegendarium
Junto con los enanos y los elfos, los hobbits se han convertido en una de las figuras más comunes en numerosos géneros fantásticos, tanto de lápiz y papel como de juegos de rol y videojuegos. Algunos ejemplos de juegos que incluyen la figura de los hobbits son: Lufia: The Ruins of Lore, Disgaea: Hour of Darkness, Ultima y Dungeons & Dragons. Sin embargo, la palabra «hobbit» es una marca comercial gestionada por el Tolkien Estate y, por esta razón, otras fantasías hacen referencia a los Hobbits con otro nombre, comúnmente como «Medianos» (Halflings en inglés). 
La canción «Secret Kingdom» del grupo australiano Newsboys incluye una línea referida a los hobbits: «Take us Hobbits out of the Shire» («Sacadnos hobbits de la Comarca»).
En 2003 se encontraron en la isla de Flores (Indonesia) los restos de unas criaturas de unos diez mil años de antigüedad, con una talla de aproximadamente un metro de altura y con un cerebro del tamaño del de un chimpancé; aunque con una relación cerebro-masa corporal comparable a la de Homo erectus. La nueva especie de homínido se clasificó como Homo floresiensis y, junto con el nombre de "hombre de Flores", recibe el apodo de "hobbit" en referencia a los seres imaginados por Tolkien.